# دژاوانکنت
دژاوانکنت (به لاتین: Dzhavankent) یک منطقهٔ مسکونی در روسیه است که در شهرستان کایاکنتسکی واقع شده‌است.